# هوانم جاردن سيتي (مسلسل)
هوانم جاردن سيتي، مسلسل مصري يتكون من جزئين كتبته منى نور الدين وأخرجه أحمد صقر، أنتج الجزء الأول منه عام 1997 والجزء الثاني عام 1998.

## قصة المسلسل
يتناول المسلسل قصص حب مختلفة عبر خلفية سياسي، حيث إن الأحداث تبدأ أثناء العهد الملكي ومن خلال قصص الحب التي تعيشها شخصيات العمل تظهر طبيعة حياتهم والمشاكل التي تتعرض لها الشخصيات إلى أن تصل الأحداث إلى ثورة يوليو 1952 والمتغيرات التي طرأت على الطبقات الاجتماعية بتلك الفترة.

## الجزء الأول
تبدا الاحداث عام 1944 حول اسرة محمود بك الشاذلي عضو مجلس الشيوخ والمحامي الكبير صاحب السمعة الطيبة... يقرر محمود الزواج بعد ان بلغ الستين عاما من العمر وله ابن وابنتين من زوجته المتوفاة ويجد ضالته في منيرة التي تبلغ 18 سنة ابنة صديقه محمود وتوافق منيرة وتعيش معه في علاقة محترمة ويرحب جميع الأبناء بها ماعدا محسن لانه يخشى ان تكون منيرة طامعة في ثروة ابيه ويقرر تدمير تلك الزيجة وبالفعل ينجح ويطلقها محمود بعد ان انجبت منه طفلا (عزيز) ويكتشف مؤامرة محسن ويصاب بنكسة صحية ويتوفى... وتتزوج منيرة من مراد السعيد وبعد فترة يقتل

### مقدمة التتر
(بصوت حسين فهمي): نحن لا ندين أحد ولا أي عهد من العهود،
نحن نذكر أحد حتى لا تقع الاجيال القادمة في نفس الأخطاء ولولا حرية الفكر والديمقراطية التي نمارسها حاليا لما خرج هذا العمل إلي النور

### الشخصيات والممثلين
| بطولة - حسين فهمي: عمر عز الدين - صفية العمري: شهرت رستم - عبلة كامل: شكران - هشام سليم: محسن الشاذلي - صابرين: منيرة كاظم - مديحة يسري: خديجة هانم - ليلى فوزي: أمينة هانم | عائلة الشاذلي باشا - أحمد خليل: محمود الشاذلي - عزت أبو عوف: حسين الشاذلي - عايدة كامل: زبيدة هانم - عزة بهاء: نجوى الشاذلي - شيماء سعيد: سلمى الشاذلي | الحاشية - أحمد عقل:الحارس - محمود زكي:السائق - علية الجباس:شهرزاد - ماهر سليم:فرج السفرجي - علاء زينهم:الطباخ - وفاء دياب - عبد العزيز مبارك - وائل علي - خديجة عبد المنعم | عائلة كاظم باشا - أحمد ماهر: عزمي - إحسان القلعاوي: لبيبة هانم - بثينة رشوان: نعمت كاظم - ندى بسيوني: سعاد كاظم - ناهد رشدي: كوثر - أمنية رشدي المهدي: سارة كاظم الحاشية - ليلى جمال:الدادة - ثريا إبراهيم - عيد أبو الحمد | العائلة المالكة - إيمان سركسيان: الأميرة شاهندة - نهال عنبر: فاتيما - خالد محمود: عثمان فكري عوالم محمد علي - عايدة رياض: نوال العالمة - جليلة محمود: رقية العالمة - صفاء جلال: صفية العالمة - رشا زهران:عالمة | ضباط الجيش - إبراهيم يسري: صلاح رشدي - محمود قابيل: يوسف ناصف - هاني رمزي: عاطف ناصف الصحافة - مصطفى حشيش: رفعت | عائلة السعيد باشا - بسام رجب: مراد السعيد - نادية عزت: عنايات السعيد الأصدقاء - فاروق فلوكس: مانولي - فادية عكاشة:كاتينة زوجة مانولي - شمس:غرام العالمة |

أشترك في التمثيل:
محمود العراقي -أبو الفتوح عمارة -عادل الشناوي -محمود بشير -محمد صلاح -محمود الحفناوي -أحمد فوزي - ألفريد كمال -مصطفى أبو العزايم -مصطفى هاشم- أحمد سعيد -محمد لطفي -عصام العشرى -سيد المهدي -أحمد حافظ -يحيى زكريا -كمال الألفي -إبراهيم راغب -هاني أبو الفتوح - ياسر رجب -محمد حسن -عبد الرحمن لملوم -محمد الدقن -محمود عبد الغفار -احمد عبد الباري -علي حمدي - وليد القاضي - محمد محمود - محمد سلامة -سامي أنور -عادل عفيفي

## الجزء الثاني
يتحدث الجزء الثاني عن فترة ما بعد ثورة يوليو وصولا بحرب أكتوبر وما بعدها

### مقدمة التتر
(بصوت حسين فهمي):لم يكن رحيق أكتوبر من قبل المصادفة فالحطط كانت نتاج كبرياء الرجال، نتاج قلوب عبر علي خفقاتها فرسان شرفاء، رجال عزفوا سيمفونية حب فكانت سيمفونية أكتوبر

### الشخصيات والممثلين
| بطولة - حسين فهمي: عمر عز الدين - صفية العمري: شهرت رستم عائلة الشاذلي - هشام سليم: محسن الشاذلي - عبلة كامل: شكران - عزت أبو عوف: حسين الشاذلي - ليلى فوزي: أمينة هانم - عايدة كامل: زبيدة هانم - عزة بهاء: نجوى الشاذلي - شيماء سعيد: سلمى الشاذلي | عائلة كاظم - مديحة يسري: خديجة هانم - بثينة رشوان: نعمت كاظم - ندى بسيوني: سعاد كاظم - أمنية رشدي المهدي: سارة كاظم - نادية عزت: عنايات هانم - سحر رامي: منيرة كاظم | عائلة يوسف ناصف - محمود قابيل: يوسف ناصف - هاني رمزي: عاطف ناصف عائلة عزمي - أحمد ماهر: عزمي - إحسان القلعاوي: لبيبة هانم - ناهد رشدي: كوثر | العائلة المالكة - إيمان سركسيان: الأميرة شاهندة - نهال عنبر: فاتيما - خالد محمود: عثمان فكري - شويكار: الأميرة مسليار - روجينا: الأميرة ماهينار - صبري عبد المنعم: الأمير شاهر | الضباط - إبراهيم يسري: صلاح رشدي - خالد زكي: أحمد البحيري - حسين الإمام: دكتور حسن - محمود طوبار:أمين حمدي عوالم محمد علي - عايدة رياض: نوال العالمة - جليلة محمود: رقية العالمة - فاروق فلوكس: مانولي - فادية عكاشة:كاتينة زوجة مانولي - صفاء جلال: صفية العالمة | الصحافة - مصطفى حشيش: رفعت - رياض الخولي: رشدي هدايت - عبير صبري: نرمين هدايت ضيوف الهوانم - سامي العدل: رفيق صدقي - يوسف فوزي: جميل طوسون - حسن كامي: راجي الألفي |

الحاشية: أحمد عقل - فاروق يوسف -علية الجباس:شهرزاد -ليلى جمال-أحمد عبد الباري- ثريا إبراهيم-ثريا عز الدين-محمود بشير-ماهر سليم-علاء زينهم-وفاء دياب-علي حمدي-عادل عفيفي-صلاح الحسينى-عمرو عبد اللطيف-عيد أبو الحمد-وائل علي-معتز بليغ-سامي أنور
الأطفال:ندى جبر - شروق - إسلام مصطفى